# Tomasz Bonin
Tomasz Bonin (ur. 11 września 1973 w Borkowie) – polski bokser, mistrz świata federacji International Boxing Council. Tytuł wywalczył po 12-rundowym pojedynku z Dominikańczykiem Fernely Felizem. Walka odbyła się 27 listopada 2005 w Chicago. Wychowanek Wisły Tczew, w której rozpoczął karierę w 1988.

## Aktualny bilans
41 zwycięstw – 3 porażki (ostatni pojedynek stoczył 9 maja 2009, wygrywając na punkty z Turkiem Serdar Uysal, kończąc karierę)

## Sukcesy
- Mistrz świata federacji IBC w wadze ciężkiej
- Mistrz świata federacji WBF
- Mistrz Polski juniorów w boksie amatorskim (3 razy)
- Mistrz Polski młodzieżowców w boksie amatorskim (1 raz)
- Drużynowy Mistrz Polski w barwach Halexu Elbląg (1 raz)
- Drużynowy Wicemistrz Polski w barwach Halexu Elbląg (1 raz)
- Indywidualne Mistrzostwa Polski Seniorów:

I miejsce (1 raz - Mistrzostwa Polski w Boksie 1999 w Ostrowcu Świętokrzyskim)
II miejsce (2 razy)
III miejsce (3 razy)

## Kariera w boksie zawodowym
| LP | Data       | Miejsce              | Kraj              | Przeciwnik          | Rundy | Wynik    | Jak? |
| 42 | 09.05.2009 | Gdynia               | Polska            | Serdar Uysal        | 6     | Wygrał   | PKT  |
| 41 | 29.11.2008 | Katowice             | Polska            | Andrzej Wawrzyk     | 10    | Przegrał | PKT  |
| 40 | 25.01.2008 | Katowice             | Polska            | Sayed Ablaziz       | 1     | Wygrał   | KO   |
| 39 | 9.12.2007  | Lublin               | Polska            | Vlado Szabo         | 6     | Wygrał   | PTS  |
| 38 | 27.04.2007 | Londyn               | Anglia            | David Haye          | 1     | Przegrał | TKO  |
| 37 | 25.11.2006 | Warszawa             | Polska            | Pavel Silvin        | 2     | Wygrał   | KO   |
| 36 | 10.06.2006 | Kędzierzyn-Koźle     | Polska            | Aleksander Subin    | 6     | Wygrał   | PKT  |
| 35 | 20.05.2006 | Kętrzyn              | Polska            | Adenilson Rodrigues | 3     | Wygrał   | TKO  |
| 34 | 25.03.2006 | Siedlce              | Polska            | Igor Shukala        | 4     | Wygrał   | TKO  |
| 33 | 25.02.2006 | Wołów                | Polska            | Patriche Costel     | 1     | Wygrał   | TKO  |
| 32 | 26.11.2005 | Chicago              | Stany Zjednoczone | Fernely Feliz       | 12    | Wygrał   |      |
| 31 | 11.06.2005 | Gorzów Wielkopolski  | Polska            | Pavel Vanacek       | 1     | Wygrał   | TKO  |
| 30 | 19.12.2004 | Rzeszów              | Polska            | Ralf Packheiser     | 8     | Wygrał   | UPTS |
| 29 | 24.11.2004 | Rosemont             | Stany Zjednoczone | Ken Murphy          | 7     | Wygrał   | DSQ  |
| 28 | 1.10.2004  | Bydgoszcz            | Polska            | Siergiej Dyczkow    | 10    | Wygrał   | UPTS |
| 27 | 19.06.2004 | Londyn               | Anglia            | Audley Harrison     | 9     | Przegrał | RSF  |
| 26 | 24.04.2004 | Dąbrowa Górnicza     | Polska            | Asmir Vojnovic      | 6     | Wygrał   | UPTS |
| 25 | 27.03.2004 | Radom                | Polska            | Gabor Farkas        | 2     | Wygrał   | TKO  |
| 24 | 17.01.2004 | Karlsruhe            | Niemcy            | Pavel Vanacek       | 1     | Wygrał   | KO   |
| 23 | 13.12.2003 | Warszawa             | Polska            | Siergiej Dychkow    | 6     | Wygrał   | UPTS |
| 22 | 27.09.2003 | Gorzów Wielkopolski  | Polska            | Robert Sulgan       | 6     | Wygrał   | PKT  |
| 21 | 30.08.2003 | Monachium            | Niemcy            | Garing Lane         | 8     | Wygrał   | PKT  |
| 20 | 28.06.2003 | Opole                | Polska            | Antoine Palatis     | 8     | Wygrał   | UPTS |
| 19 | 15.02.2003 | Zabrze               | Polska            | Leon Nkendzap       | 2     | Wygrał   | KO   |
| 18 | 23.11.2002 | Opole                | Polska            | Peter Simko         | 1     | Wygrał   | TKO  |
| 17 | 26.10.2002 | Rzeszów              | Polska            | Roman Suchoterin    | 6     | Wygrał   | UPTS |
| 16 | 21.09.2002 | Stargard Szczeciński | Polska            | Wojciech Bartnik    | 6     | Wygrał   | MPTS |
| 15 | 22.06.2002 | Płock                | Polska            | Dirk Wallyn         | 5     | Wygrał   | TKO  |
| 14 | 24.05.2002 | Płońsk               | Polska            | Danut Moisa         | 2     | Wygrał   | TKO  |
| 13 | 4.05.2002  | Wrocław              | Polska            | Robert Bycek        | 2     | Wygrał   | TKO  |
| 12 | 13.04.2002 | Bielsko-Biała        | Polska            | Laszlo Virag        | 2     | Wygrał   | KO   |
| 11 | 6.04.2002  | Łódź                 | Polska            | Gary Winmon         | 2     | Wygrał   | TKO  |
| 10 | 29.10.2001 | Konin                | Polska            | Zoran Vujecic       | 2     | Wygrał   | KO   |
| 9  | 24.11.2001 | Łódź                 | Polska            | Ervin Slonka        | 1     | Wygrał   | KO   |
| 8  | 27.10.2001 | Warszawa             | Polska            | Mario Schiesser     | 10    | Wygrał   | UPTS |
| 7  | 29.09.2001 | Poznań               | Polska            | Ignacio Orsola      | 1     | Wygrał   | KO   |
| 6  | 30.06.2001 | Tarnów               | Polska            | Gordon Minors       | 4     | Wygrał   | KO   |
| 5  | 26.05.2001 | Warszawa             | Polska            | Peter Simko         | 1     | Wygrał   | KO   |
| 4  | 28.04.2001 | Jaworzno             | Polska            | Georgi Harasinow    | 4     | Wygrał   | PKT  |
| 3  | 31.03.2001 | Środa Wielkopolska   | Polska            | Andreas Wornowski   | 2     | Wygrał   | KO   |
| 2  | 24.02.2001 | Nowy Sącz            | Polska            | Marek Oravsky       | 4     | Wygrał   | PKT  |
| 1  | 3.02.2001  | Warszawa             | Polska            | Vladislav Druso     | 4     | Wygrał   | KO   |

## Kariera w boksie amatorskim
- Stoczonych walk: 168
- Przegrane walki: 26

- od 1988 do 1992 - Wisła Tczew
- od 1992 do - Polonia Świdnica
- Renoma Start Elbląg
- Halex Elbląg

## Trenerzy
- Wisła Tczew - Zygmunt Wrzesiński
- Wisła Tczew - Marian Szczodrowski
- Halex Elbląg - Jerzy Baraniecki
- Kariera zawodowa - Fiodor Łapin